# Park Jung-woo
Pour les articles homonymes, voir Park.
Dans ce nom coréen, le nom de famille, Park, précède le nom personnel.
Park Jung-woo (박정우) est un scénariste et réalisateur sud-coréen, né en 1969.

## Biographie
Carrière
Park Jung-woo se fait un nom dans les médias pour avoir écrit les scénarios pour Kim Sang-jin, dont Attack the Gas Station! (주유소 습격사건, 1999), Kick the Moon (신라의 달밤, 2001) et Jail Breakers (광복절 특사, 2002) pour lequel il reçoit, en 2002, le prix du meilleur scénario à la cérémonie des Blue Dragon Film Awards.
Pour le réalisateur Oh Ki-hwan, il écrit un mélodrame Last Present (선물, 2001) et, pour Jang Hang-joon, une comédie Break Out (라이터를 켜라, 2002), récompensé comme meilleur scénario à la cérémonie des Baeksang Arts Awards en 2003.
Après ses deux premiers longs-métrages Dance With The Wind (바람의 전설, 2004) et Big Bang (쏜다, 2007), il tourne, en 2012, son troisième film Deranged (연가시) : un succès immédiat lors de sa sortie dans son pays avec 4,5 millions spectateurs.

## Filmographie

### En tant que réalisateur
- 2004 : Dance With The Wind (바람의 전설)
- 2007 : Big Bang (쏜다)
- 2012 : Deranged (연가시)
- 2016 : Pandora (판도라)

### En tant que scénariste
- 1998 : First Kiss (키스할까요?) de Kim Tae-gyoon
- 1999 : Attack the Gas Station! (주유소 습격사건) de Kim Sang-jin (coécrit avec Ko Soo-bok)
- 2000 : Promenade (산책) de Lee Jeong-gook (coécrit avec Lee Jeong-gook)
- 2001 : Last Present (선물) de Oh Ki-hwan (coécrit avec Oh Ki-hwan)
- 2001 : Kick the Moon (신라의 달밤) de Kim Sang-jin
- 2002 : Break Out (라이터를 켜라) de Jang Hang-joon
- 2002 : Jail Breakers (광복절 특사) de Kim Sang-jin
- 2004 : Dance With The Wind (바람의 전설) de lui-même
- 2007 : Big Bang (쏜다) de lui-même
- 2009 : Descendants of Hong Gil-dong (홍길동의 후예) de Jeong Yong-ki
- 2012 : Deranged (연가시) de lui-même
- 2016 : Pandora (판도라) de lui-même

### En tant d'adaptateur
- 2005 : Never to Lose (강력3반) de Son Hee-chang

## Distinctions
Récompenses
- Blue Dragon Film Awards 2002 : Meilleur scénario pour Jail Breakers (광복절 특사
- Baeksang Arts Awards 2003 : Meilleur scénario pour Break Out (라이터를 켜라)